# حزب المحافظين الكندي
حزب المحافظين الكندي (بالإنجليزية: Conservative Party of Canada)‏ هو أحد أكبر الأحزاب الكندية وهو يحكم البلاد بحكومة أقلية منذ عام 2006. نشأ الحزب عام 2003 من اندماج الحزب التقدمي المحافظ لكندا مع الاثتلاف الكندي. فاز الحزب بالغالبية المطلقة (167 مقعدًا من أصل 308 مقاعد في البرلمان الكندي) في الانتخابات التشريعية التي أجريت في الثاني من أيار عام 2011.